# Radziejewo (województwo pomorskie)
Radziejewo (niem. Rathadorf) – wieś kociewska w Polsce, położona w województwie pomorskim, w powiecie starogardzkim, w gminie Zblewo, na Pojezierzu Starogardzkim.
W latach 1975–1998 miejscowość położona była w województwie gdańskim.
Prefiks w nazwie Radziejewa wskazuje na pochodzenie nazwy od imienia własnego Radziej.
W końcu XIX wieku zbudowano gorzelnię parową z młynami, a przy Jeziorze Wielkim Borzechowskim - cegielnię (około 1885 r.).
Przy drodze do Sumina w lesie zachowane nikłe resztki cmentarza ewangelickiego z ok. 1800 r. Grodzisko wczesnośredniowieczne (od VII w.) położone 1,5 km na północ od wsi, na półwyspie Jeziora Raduńskiego. 
Pałac dworski z I połowy XIX w. w stylu neoklasycystycznym, z parkiem.